# Меркиш Бухолц
Меркиш Бухолц (њем. Märkisch Buchholz) град је у њемачкој савезној држави Бранденбург. Једно је од 37 општинских средишта округа Даме-Шпревалд. Према процјени из 2010. у граду је живјело 805 становника. Посједује регионалну шифру (AGS) 12061328.

## Географски и демографски подаци
Меркиш Бухолц се налази у савезној држави Бранденбург у округу Даме-Шпревалд. Град се налази на надморској висини од 42 метра. Површина општине износи 24,6 km². У самом граду је, према процјени из 2010. године, живјело 805 становника. Просјечна густина становништва износи 33 становника/km².

## Међународна сарадња
| Мјесто | Држава | Врста сарадње | Од    |
| ------ | ------ | ------------- | ----- |
|        | Пољска | партнерство   | 2004. |
| Извор  |        |               |       |